# Pachuca Juniors
El Club Atlético Pachuca Juniors fue una entidad deportiva mexicana, con sede en Pachuca de Soto. Fue fundado el 3 de abril de 2000 por Jesús Martínez Patiño. El fútbol masculino fue su disciplina más destacada, que se desempeñó en la Segunda División Mexicana.
Pachuca Juniors participó en la Segunda División de México desde 2000-2010. El equipo jugó sus partidos como local en el Estadio Hidalgo, conocido como «El Huracán»; allí también ha sido localista y en numerosas ocasiones campeón el Pachuca Club de Fútbol.
A nivel local, el club cuenta con 3 campeonatos de liga de Segunda División (2004 ganada al Club América Coapa con Omar Arellano como director técnico, y Esteban Paredes como principal jugador histórico, 2006 ganada a los Académicos de Atlas y en 2007 ganada a los Tiburones Rojos de Córdoba) y 2 ascensos seguidos a Primera División 'A' de México (2007 ganada a la UFD, 2008 derrotando a Cruz Azul Jasso).

## Historia
La historia del Club Atlético Pachuca Juniors transcurrió desde 2000 siendo el fútbol desde los comienzos la esencia del club, aunque posteriormente la franquicia fue vendida a Jaguares de Chiapas para que contará con una filial en la división de ascenso, debido a que el Pachuca Club de Fútbol ya contaba con una filial en ese entonces en la Primera división 'A' mexicana, que eran los Indios de Ciudad Juárez, aun con su desaparición le valió su reconocimiento a nivel nacional.
Pachuca Juniors, con 8 títulos, es el club filial oficial con mayor cantidad de títulos oficiales en la historia del Pachuca Club de Fútbol (dato actualizado a junio de 2024).
A nivel local contó con 2 ascensos a la Primera división 'A' mexicana (ganados a la UFD en 2006 y por segunda ocasión consecutiva a Cruz Azul Jasso en 2007 con Rubén Ayala como entrenador), 3 veces se coronó como el Campeón de Campeones de la segunda división de México donde quedó grabado su icónico partido ante su club hermano la UFD con una goleada 4-1 (6-2 global) y  3 campeonatos de liga de Segunda División (ganada al Club América Coapa 2004), 2006 derrotando a los Académicos de Atlas y el último en 2007 ganada a los Tiburones Rojos de Córdoba) convirtiéndose en el club filial oficial más ganador en la historia del Pachuca Club de Fútbol.

## Datos del club
La franquicia fue vendida y trasladada a Ciudad Juárez y cambió su nombre a Club de Fútbol Indios un 8 de abril del 2005, cuando un grupo empresarios liderados por el Ing. Francisco Ibarra Molina comprarían la franquicia. Por este hecho, el equipo volvería a disputar el torneo de Segunda División Mexicana una vez más como Club Atlético Pachuca Juniors aun así lograrían su último el título en el Apertura 2007. Al ganar el ascenso una vez más serían vendidos, se pensaba que sería al gobierno de Yucatán, pero al final fueron trasladados a Tapachula, convirtiéndose en Jaguares de Tapachula, para ser filial del Club Jaguares.

## Palmarés

### Torneos nacionales
- Segunda División de México (3): Clausura 2004, Apertura 2006, Apertura 2007.
- Campeón de Campeones de la Segunda División de México (3): 2003-04, 2006-07, 2007-08.
- Campeón de ascenso a Liga de Ascenso de México (2): 2007, 2008.

En 2005 también logra el ascenso a Primera 'A' junto con Académicos.